# Stade municipal de Wrocław
Pour les articles homonymes, voir Stade municipal.
Le stade municipal de Wrocław (Stadion Miejski we Wrocławiu en polonais) est un stade polonais de football situé à Wrocław. Le nouveau stade a une capacité de 44.416 places et est sélectionné pour accueillir le Championnat d'Europe de football 2012. Il répond aux standards de catégorie 4 instaurés par l'UEFA.

## Histoire
Le stade aurait dû prendre le nom de la société Deutsche Telekom, mais la société allemande a décidé de devenir le sponsor officiel du championnat de Pologne de football.
Le 10 septembre 2011, le stade est inauguré avec l'organisation du combat de boxe entre le Polonais Tomasz Adamek et l'Ukrainien Vitali Klitschko, qui à cette occasion remet en jeu son titre WBC des poids lourds. Vitali Klitschko conserve finalement son titre en dix rounds.
Le 28 octobre 2011, alors qu'il est opérationnel depuis déjà plusieurs semaines, le stade accueille son premier match de football avec la rencontre Śląsk Wrocław - Lechia Gdańsk comptant pour la 12e journée de championnat. La raison de cette attente est le choix de l'adversaire par l'administrateur de l'enceinte en accord avec les dirigeants du club de Wrocław qui ont préféré celui de Gdańsk, dont les supporters sont amis, à d'autres moins prestigieux afin d'attirer un plus large public. De plus, le Śląsk est à cette période de la saison en tête du classement et se présente donc dans son nouveau stade en position de leader.

## Événements sportifs
- Championnat d'Europe de football 2012
- Match Pologne-Pays de Galles pour l'ouverture de la Ligue des nations de l'UEFA 2022-2023.
- Championnat du monde IBF, WBA, WBO et IBO des poids lourds entre Oleksandr Usyk et Daniel Dubois le samedi 26 août 2023.
- Finale de la Ligue Conférence 2024-2025[5].

## Concerts
- Concert de George Michael (Symphonica Tour), 17 septembre 2011
- Concert de Iron Maiden (The Book of Souls Tour), 3 juillet 2016 (près de 40 000 spectateurs)

## Galerie

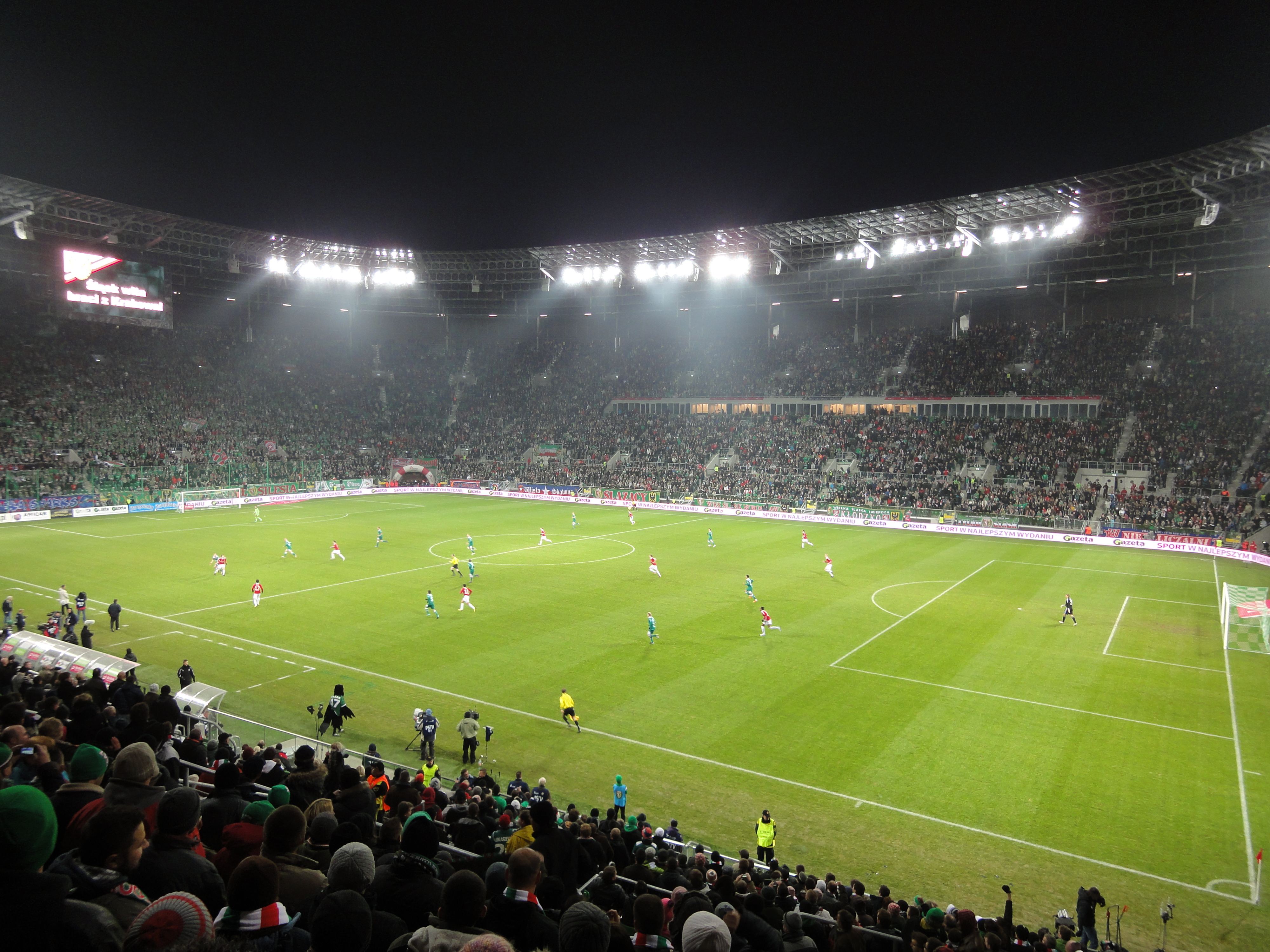
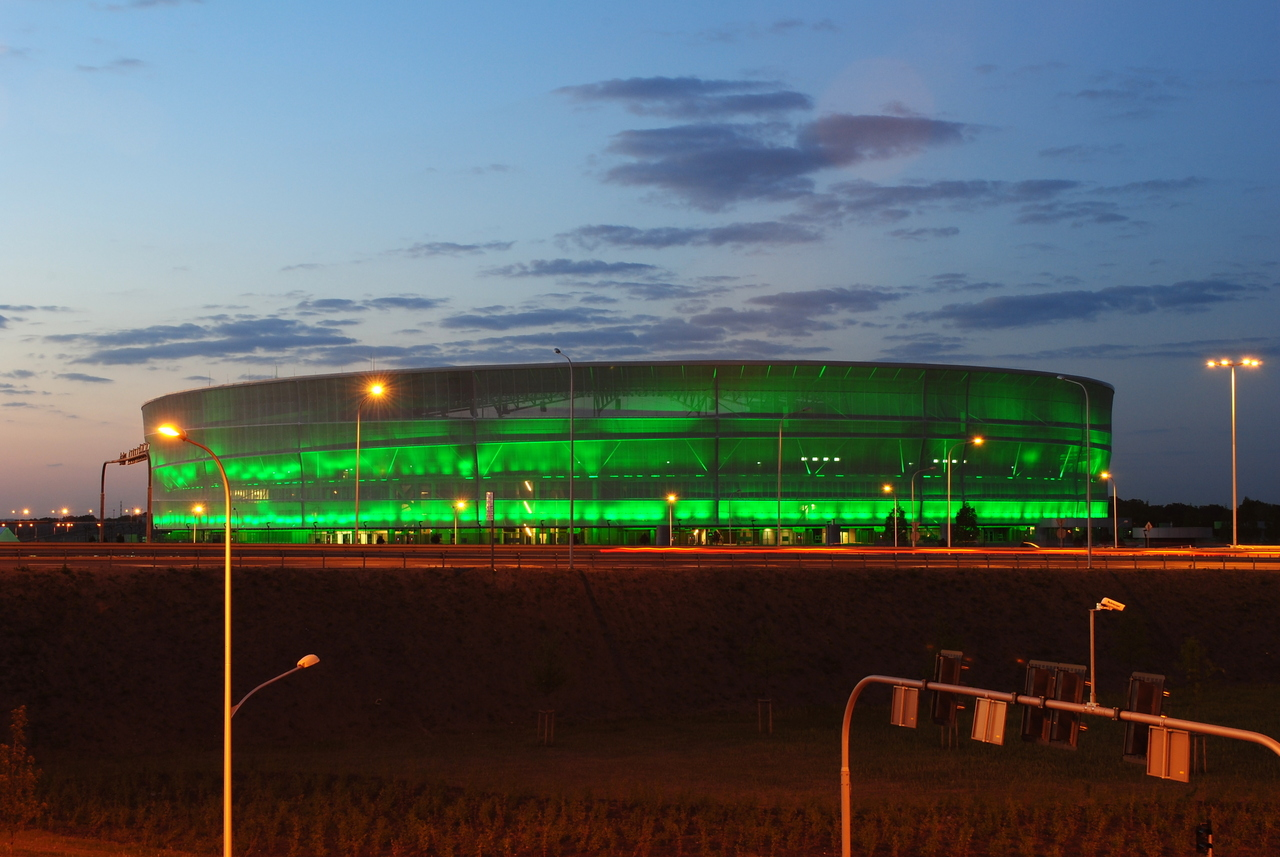
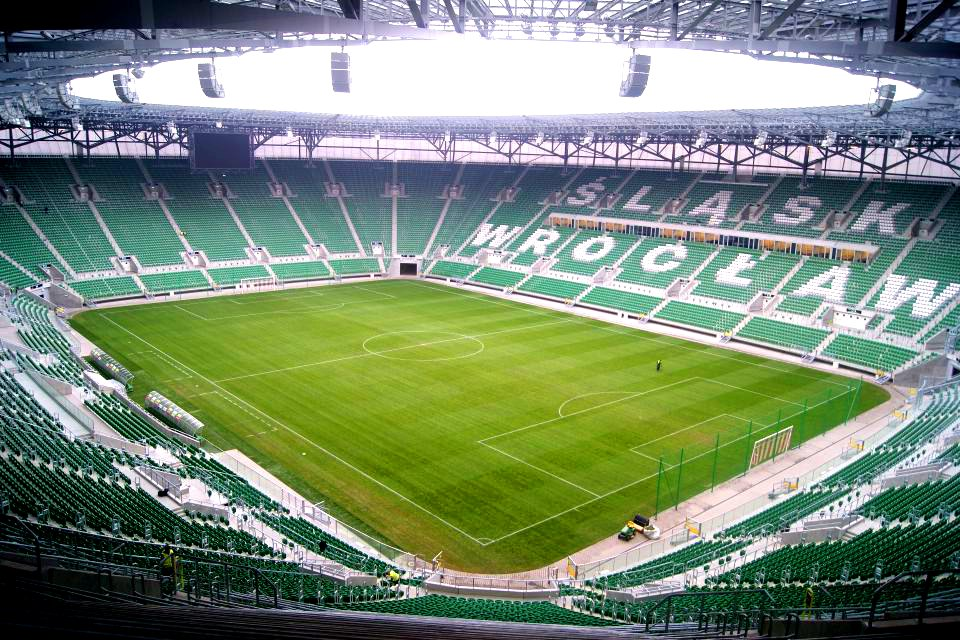
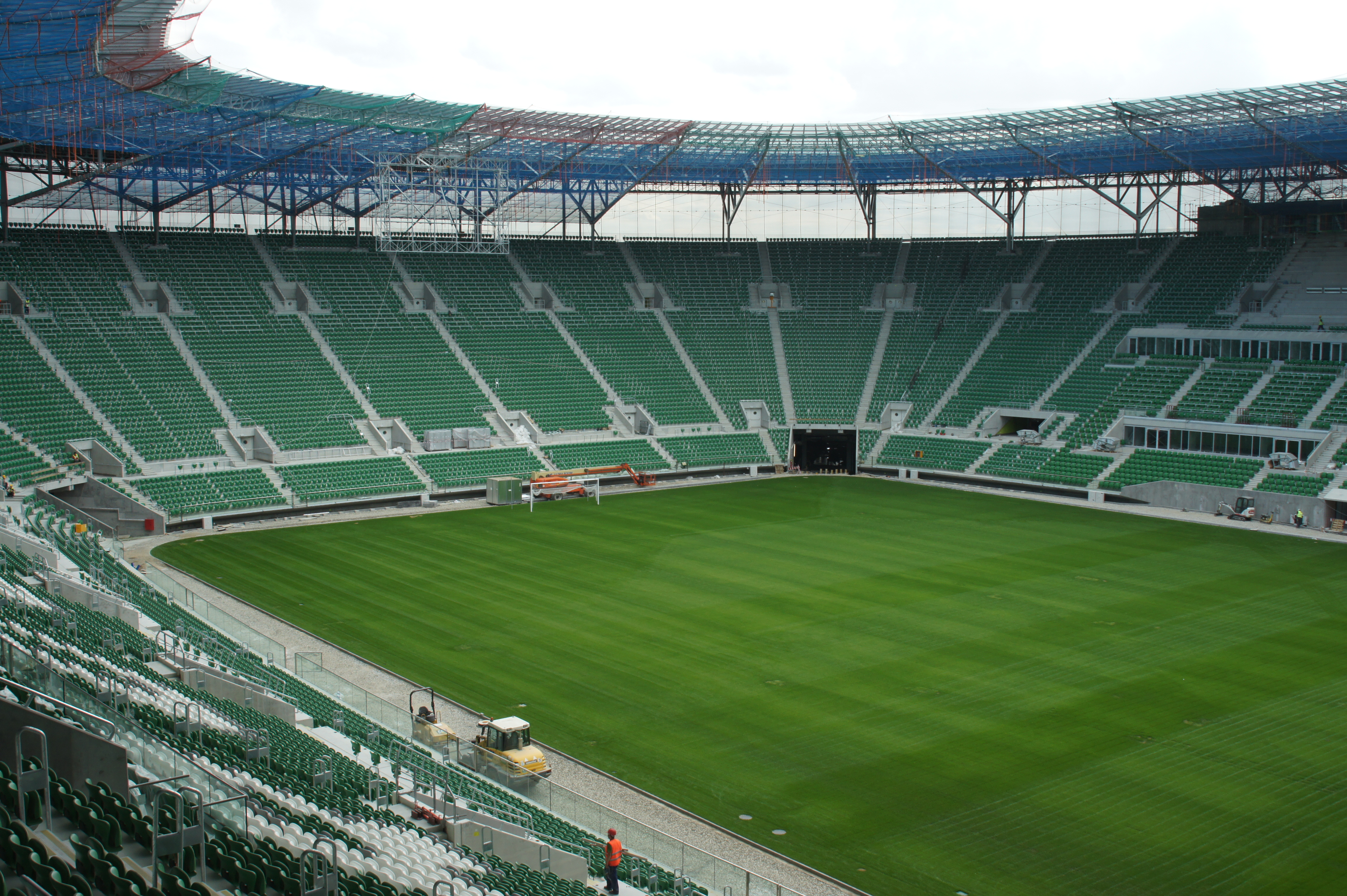
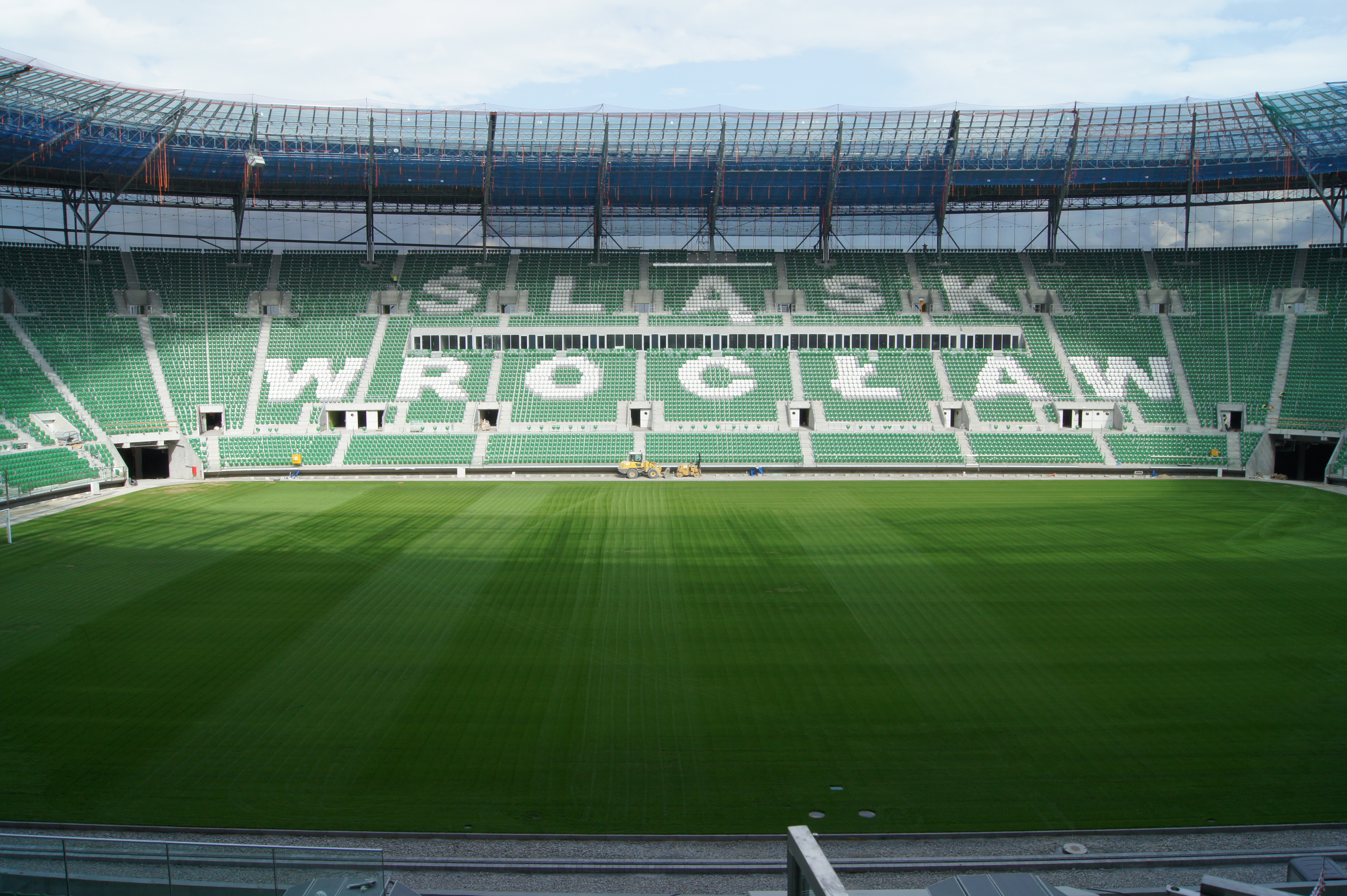